# Dacnusa reno
Dacnusa reno är en stekelart som beskrevs av Papp 2007. Dacnusa reno ingår i släktet Dacnusa och familjen bracksteklar. Inga underarter finns listade i Catalogue of Life.